# 坂口文子
坂口 文子（さかぐち ふみこ、1934年（昭和9年）4月27日 - ）は、日本の元競泳選手。現姓は西。

## 経歴
奈良県宇智郡南宇智村（現五條市）出身。奈良県立五條高等学校在学中、1952年ヘルシンキオリンピックで競泳日本代表として女子100m自由形に出場したが予選落ちに終わった。女子4×100mフリーリレーでは6位に入賞した。
現役引退後は、奈良県水泳連盟副会長を務めた。ほか、翠香という雅号でかな書を能くした。